# Consolea spinosissima
Consolea spinosissima är en kaktusväxtart som beskrevs av Lem.. Consolea spinosissima ingår i släktet Consolea, och familjen kaktusväxter. Inga underarter finns listade i Catalogue of Life.

## Bildgalleri

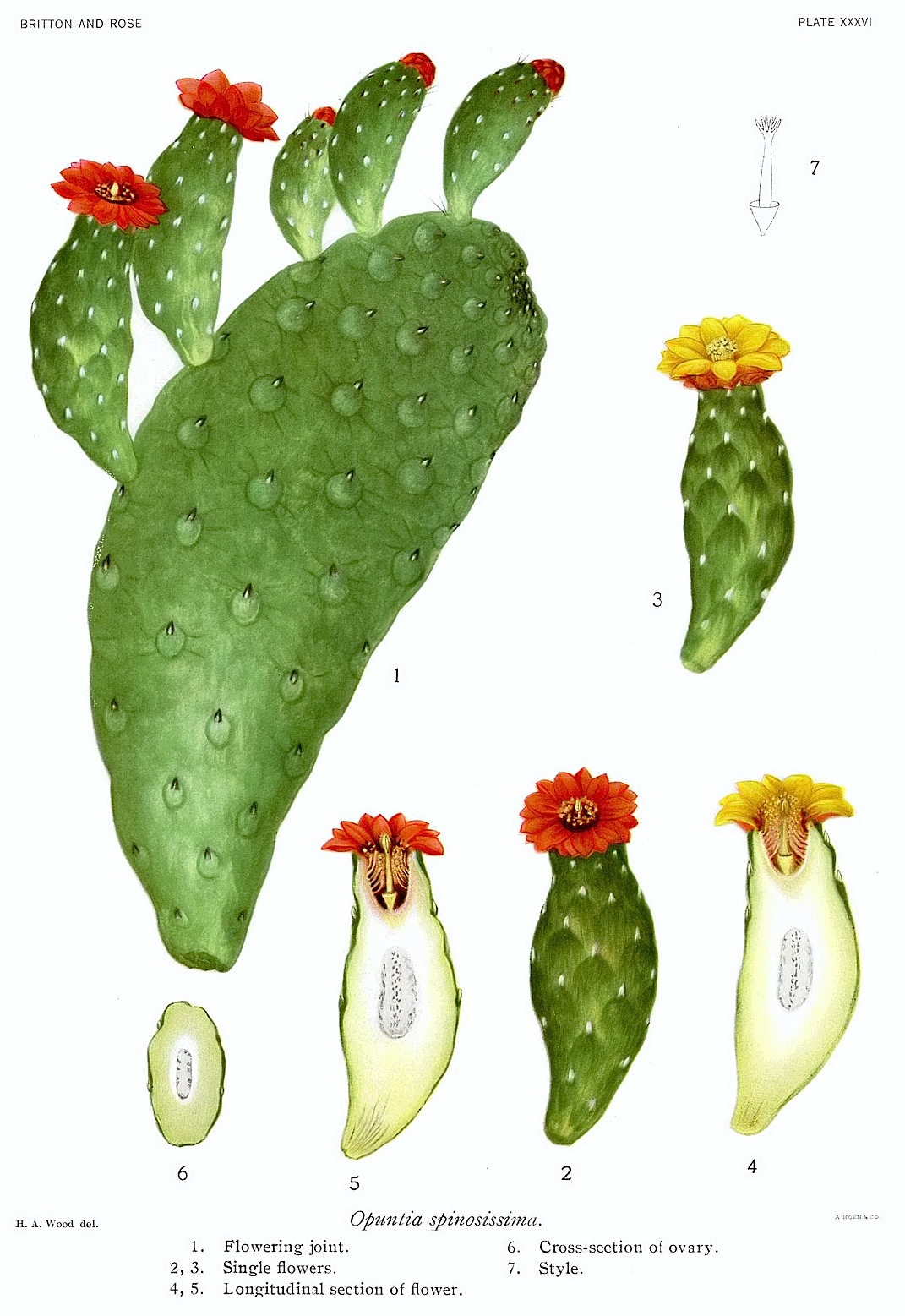